# Most na reki Kwai
Most na reki Kwai (v izvirniku angleško The Bridge on the River Kwai) je vojni film Davida Leana iz leta 1957, posnet po romanu francoskega pisca Pierrea Boullea. Film je fikcija in kot podlago uporablja zgodovinsko gradnjo burmanske železnice leta 1942 in 1943. V glavnih vlogah so nastopali Alec Guinness, Sessue Hayakawa, Jack Hawkins in William Holden.

## Vsebina
Dva vojna ujetnika zakopavata truplo na pokopališču japonskega ujetniškega taborišča v času druge svetovne vojne v južni Burmi. Eden od njiju, poveljnik ameriške mornarice Shears (William Holden), rutinsko podkupuje čuvaje, da bi se izognil težkemu delu. Prispe velik kontigent britanskih ujetnikov, korakajo in drzno žvižgajo Colonel Bogey March, pod vodstvom polkovnika Nicholsona (Alec Guinness).
Poveljnik taborišča, polkovnik Saito (Sessue Hayakawa) jih nagovori in obvesti o pravilih. Vztraja, da vsi zaporniki, ne glede na čin, delajo pri gradnji mostu preko reke Kwai, ki bo del železnice, ki bo povezala celo Burmo.
Naslednje jutro Saito ukaže vsem delati, a Nicholson ukaže svojim častnikom, naj počakajo. Izpostavi da 3. Ženevska konvencija pravi da so ujeti častniki izvzeti iz ročnega dela. Saito se razjezi in udari Nicholsona v obraz, a se ta noče pokoriti niti potem, ko Saito potegne strojnico. Saita od njegove namere odvrne vojak Clipton (James Donald), medicinski častnik; namesto tega japonski poveljnik pusti Nicholsona in njegove častnike stati na nevzdržni vročini. Ko tečejo ure, eden od njih omedli, a Nicholson in ostali stojijo tudi po tem, ko se ljudje vračajo z dela. Po tem, ko je polkovnik Nicholson pretepen na Saitovem sedežu, so britanski častniki poslani za kazen v kletko, Nicholson pa v samico.
Clipton prosi da bi pogledal častnike. Saito pristane, pod pogojem, da Clipton nagovori Nicholsona, da si premisli. Nicholson se noče premakniti z mesta, rekoč: »Če se sedaj predamo, ne bo nikoli konec.« Medtem konstrukcija nastaja precej za rokom, delno zaradi mnogih »nesreč«, ki so jih organizirali Britanci. Saito ima rok; če ga ne izpolni, se bo osramotil in bo moral narediti sepuku. Zato se nejevoljno odloči izpustiti Nicholsona, rekoč da mu je dal »amnestijo«, da bi počastil obletnico velike japonske zmage v rusko-japonski vojni. Nicholson in njegovi častniki doživijo bučen sprejem ostalih jetnikov, Saito pa se v zasebnih prostorih razjoče.
Po tem, ko si je fizično opomogel od kazni, a vseeno mentalno zlomljen, Nicholson odide na ogled. Šokiran je, ko spozna, da na gradbišču vladajo neorganizacija, lenoba in sabotaža. Odloči se zgraditi boljši most od Japoncev. Kapetanu Reevesu (Peter Williams) in vojaku Hughesu (John Boxer) ukaže, naj izdelata projekt primernega mostu ne glede na vojaški pomen, ki ga ima za Japonce. Želi se dokazati pred tistimi, ki so ga ujeli in zaposliti svoje ljudi.
Medtem trojica moških, med katerimi je tudi Shears, poskuša pobegniti. Dva sta ubita, Shears pa ranjen. Pade v reko in odnese ga tok. Po nekaj dneh v džungli naleti na tajsko vas, kjer mu prebivalci pomagajo, da si opomore, nato pa ga pošljejo v britansko bolnico v Kolombo, na Šrilanki. Med rehabilitacijo dvori simpatični medicinski sestri.
Vojak Warden (Jack Hawkins), član britanskih posebnih enot, poskuša stopiti z njim v stik. Shearsu sporoči, da vodi majhno skupino komandosov na misijo, v kateri bi morali uničiti most na reki Kwai. Shearsa prosi, da se prostovoljno priključi, ker pozna območje. Shears ga zavrne in prizna, da ni poveljnik, temveč navaden mornariški rekrut. Shears začne pripovedovati, kako sta on in poveljnik mornarice preživela brodolom, a je poveljnika kasneje ubila japonska patrulja. »Shears« je zamenjal identifikacijske ploščice z mrtvim častnikom, upajoč, da bo tako prišel do primernejše obravnave v ujetništvu. Ni mu uspelo, a ni imel druge izbire kot nadaljevati z lažnim predstavljanjem. Warden mu pravi, da to že ve. Ponudi mu pogodbo v zameno za njegove usluge, a na misiji bo imel ekvivalenten čin vojaka in se izognil kazni. Shears se nerad »prostovoljno« pridruži.
V taborišču Clipton zmedeno gleda, kako Nicholson noro priganja svoje ljudi, da dokončajo projekt do roka. Ironično, celo »prostovoljno« prijavlja svoje podrejene častnike, da pomagajo pri fizičnem delu. Ker so japonski inženirji izbrali slabo mesto, ga zapustijo in 400 metrov dolvodno začnejo gradnjo novega mostu. Medtem se komandosi spustijo s padali. Eden umre zaradi slabega pristanka, ostali pa nadaljujejo pohod proti reki s pomočjo domorodnih nosačic in njihovega vaškega poglavarja, Yaija. Medtem ko v taborišču slavijo dokončanje mostu, Shears in poročnik Joyce (Geoffrey Horne) pod okriljem noči postavljata eksploziv. Naslednji dan bi moral preko mostu peljati vlak z japonskimi vojaki in važnimu uradniki. Warden jih želi razstreliti.
Ko se znoči, Nicholson ponosno koraka po mostu. Od zadnjega ogleda je nivo vode upadel in odkril žice, ki so povezovale eksploziv, v daljavi pa se zasliši prihajajoči vlak. Nicholson in Saito pohitita in začneta slediti žicam, ki vodijo do Joycea. Ko prideta preblizu, Joyce stopi iz zaklona in zabode Saita do smrti. Nicholson pokliče na pomoč in poskuša preprečiti komandosu, da bi se dokopal do detonatorja. Začne se obračun; Yai je ubit. Ko je Joyce ranjen, Shears preplava reko da bi dokončal nalogo, a ga ubijejo preden pride do polkovnika.
Ko Nicholson prepozna Shearsa, pride k sebi in vzklikne: »Kaj sem naredil?« Smrtno ranjen se spotakne ob detonator in pade nanj točno v trenutku ko preko mosta pelje vlak, ki pade v reko. Po dokončanju misije Warden ob pomoči nosača odtava v džunglo. Clipton, ki je bil priča prelivanju krvi, mrmra »Norost! ...norost!«.

## Zgodovinska utemeljitev
Zgodba temelji na gradnji enega od železniških mostov preko reke Mae Klong leta 1943 na mestu, imenovanem Tamarkan, pet kilometrov od tajskega mesta Kančanaburija. To je bil del projekta povezovanja obstoječih tajskih in burmanskih železniških prog, da bi povezali  Bangkok na Tajskem in Rangoon v Burmi (danes Mjanmar) ter s tem olajšali japonsko okupacijo Burme. Okoli stotisč prisilno novačenih azijskih delavcev in 12 tisoč vojnih ujetnikov je umrlo na celem projektu.
Čeprav je trpljenje med gradnjo burmanske železnice in njenih mostov resnično, so dogodki iz filma večinoma izmišljeni. Pravi zavezniški glavni časnik na mostu je bil podpolkovnik Philip Toosey. Nekateri menijo, da je film žaljiva parodija Tooseyja. V BBC-jevi seriji Timewatch je nekdanji vojni ujetnik v taborišku rekel, da je malo verjetno, da bi človek, kot je izmišljeni Nicholson, lahko prišel do čina podpolkovnika; in tudi če je, bi ga drugi ujetniki »tiho eliminirali«. Julie Summers v svoji knjigi The Colonel of Tamarkan piše, da je Pierre Boulle, ki je bil vojni ujetnik na Tajskem, ustvaril izmišljeni lik Nicholsona kot mešanico svojih spominov o kolaboracionističnih francoskih častnikih. 
Toosey se je precej razlikoval od Nicholsona in zagotovo ni bil kolaborant, ki bi se čutil obvezan sodelovati z Japonci. Naredil je vse, da bi odložil gradnjo mostu čin dlje. Kjerkoli je Nicholson obsojal sabotažo in druge poskuse zaviranja gradnje, je Toosey to spodbujal.
Uničenje mosta v filmu je v celoti izmišljeno. Pravzaprav sta bila zgrajena dva mostova: začasni leseni most in nekaj mesecev kasneje stalni jekleno-betonski most. Oba so uporabljali dve leti, vse dokler nista bila uničena v zavezniškem bombardiranju. Jekleni most je bil popravljen in je v uporabi še danes.

## Produkcija

### Scenarij
Scenarista Carl Foreman in Michael Wilson sta bila na črni listi, zato sta morala delati v tajnosti. Podpis na filmu je dobil Pierre Boulle (ki ni govoril angleško), in je na koncu dobil tudi oskarja. Akademija je šele leta 1984 popravila krivico in za nazaj dodelila nagrado Foremanu in Wilsonu, obema posthumno. V istem času je bil film ponovno objavljen z njunima imenoma v špici.
Sessue Hayakawa je menda izrezal svojo kopijo scenarija, da bi vsebovala njegove osebne stavke; seveda ni vedel, da bo njegov lik na koncu filma umrl.

## Snemanje
Nekaj režiserjev je kandidiralo za ta projekt, med njimi tudi John Ford, William Wyler, Howard Hawks, Fred Zinnemann in Orson Welles. Producent Sam Spiegel je kasneje rekel, da je David Lean, tedaj praktično neznan izven Velike Britanije, izbran »v pomanjkanju alternativ«.
Lean se je skoraj utopil, ko ga je odnesel rečni tok v času snemanja; življenje mu je rešil Geoffrey Home.
Film je bil mednarodna koprodukcija med britanskimi in ameriškimi družbami. Delno je bil sneman v Burmi, večinoma pa blizu Kitulgale na Šrilanki, z nekaj prizori, posnetimi v Angliji.
Eksplozijo mostu bi morali snemati 10. marca 1957 v prisotnosti Solomona Bandaranaikea, tedanjega premiera Šrilanke, in nekaj članov vlade. Ker kamerman Freddy Ford ni mogel pravočasno pobegniti od eksplozije, je Lean zaustavil snemanje. Vlak je udaril v generator na drugi strani mostu in se poškodoval. Popravljen je bil do naslednjega jutra, ko je bil razstreljen, z Bandaranaikom in njegovimi ljudmi v neposredni bližini.

## Glasba
Nepozabna v filmu je melodija, ki jo žvižgajo vojni ujetniki – Colonel Bogey March, ko prihajajo v taborišče. Pesem je leta 1914 napisal Kenneth Alford. Melodijo je dodal Malcolm Arnold (znana kot The River Kwai March), igral jo je orkester.

## Nagrade

### Oskarji
| Nagrada                                 | Prejemnik                                   |
| --------------------------------------- | ------------------------------------------- |
| Oskar za režijo                         | David Lean                                  |
| Oskar za najboljšega glavnega igralca   | Alec Guinness                               |
| Najboljša fotografija                   | Jack Hildyard                               |
| Oskar za najboljši film                 | Sam Spiegel                                 |
| Najboljša montaža                       | Peter Taylor                                |
| Najbolja glasba                         | Malcolm Arnold                              |
| Najboljši adaptirani scenarij           | Carl Foreman* Michael Wilson* Pierre Boulle |
| Nominacije                              |                                             |
| Oskar za najboljšega stranskega igralca | Sessue Hayakawa                             |

(* - Nagrajeni posthumno 1984.)

### Ostale nagrade
- Nagrada Bafte za najboljši film
- Zlati globus za najboljši film - drama
- Nagrada Združenja njujorških filmskih kritikov za najboljši film
- Nagrada Združenja ameriških režiserjev za najboljšo režijo (David Lean, pomočnika: Gus Agosti in Ted Sturgis)
- Zlati globus za najboljšo režijo (David Lean)
- Nagrada Združenja njujorških filmskih kritikov za najboljšo režijo (David Lean)
- Zlati globus za najboljšega dramskega igralca (Alec Guinness)
- Nagrada Združenja njujorških filmskih kritikov za najboljšega igralca (Alec Guinness)

Most na reki Kwai je ameriška Kongresna knjižnica leta 1997 uvrstila v Narodni filmski register kot »kulturno, zgodovinsko ali estetsko pomemben film«.